# Ganzenhoef (metrostation)

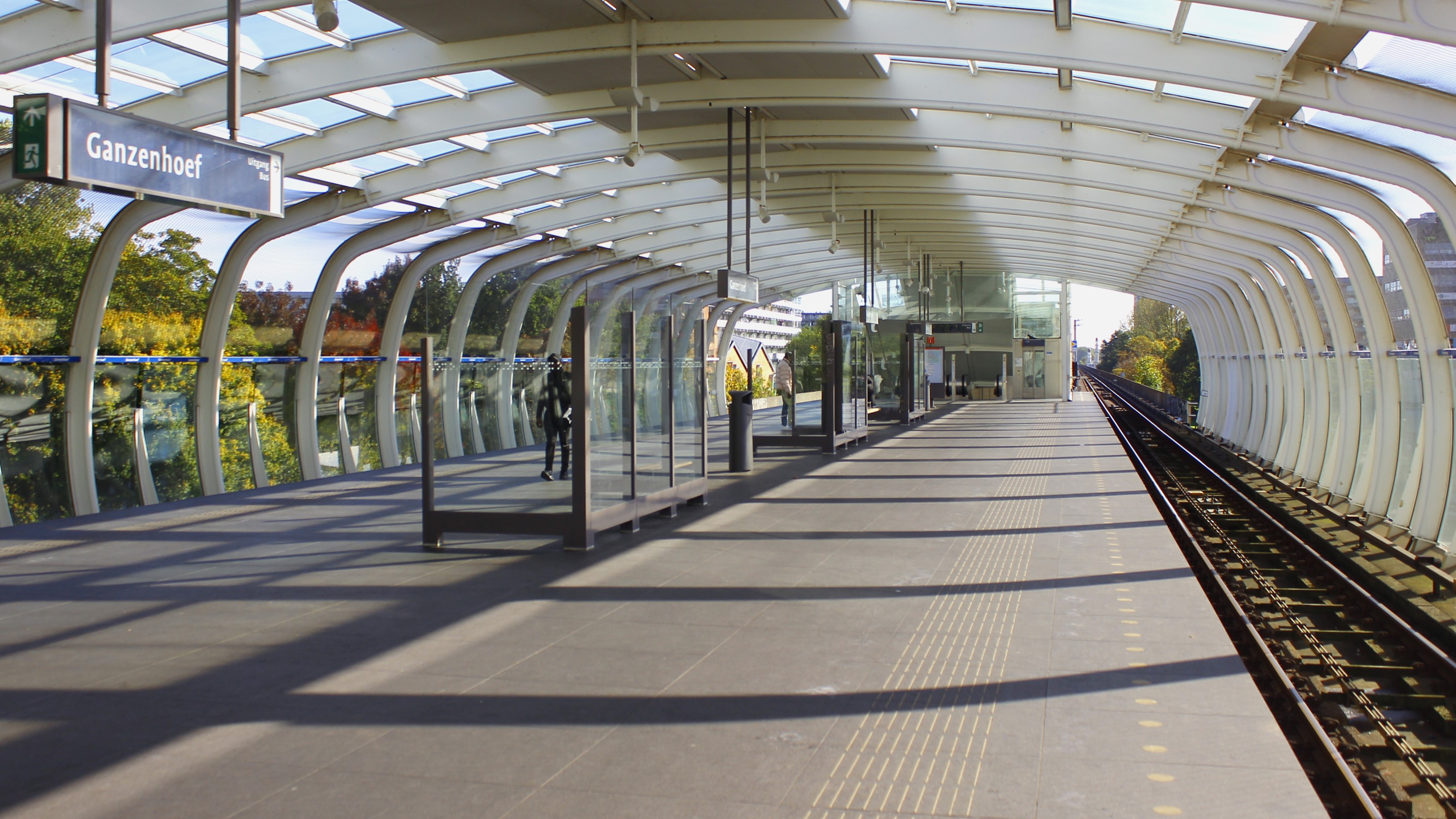
Platform van het station

Ganzenhoef is een station van de Amsterdamse metro, gelegen aan de Bijlmerdreef in het stadsdeel Amsterdam-Zuidoost. Het bovengrondse metrostation opende op 14 oktober 1977 en maakt deel uit van Gaasperplaslijn 53. Het station is verwerkt in de Bijlmerdreefmetrobrug (brug 1613).
De naam Ganzenhoef verwijst, zoals de meeste oorspronkelijke straatnamen in de Bijlmermeer, naar een historische boerderij of buitenplaats in Nederland. In dit geval een boerderij aan De Vecht bij Maarsseveen (provincie Utrecht). Ten westen van station Ganzenhoef staat sinds 2002 het winkelcentrum Ganzenpoort met daarboven gelegen woningen, dat het oude onder brug 1017 in de dreven en onder de parkeergarages gelegen winkelcentrum Ganzenhoef verving.
Oorspronkelijk was er toegang vanuit het winkelcentrum op maaiveldniveau en vanaf de halfhoog gelegen dreef welke na het verlagen van de dreef verviel. In 2004 werd het station vernieuwd in het kader van het project MetroMorfose. De oude betonnen constructie werd geheel gesloopt en vervangen door een hal en overkapping van glas en staal, ontworpen door Zwarts & Jansma architecten. Een bijzonderheid is de diagonale lift, die parallel aan de roltrappen verloopt. Ganzenhoef was het eerste Amsterdamse metrostation dat een dergelijke modernisering onderging; de grote kostenoverschrijding bij de vernieuwing van dit station leidde tot het stopzetten van het MetroMorfoseproject behalve de oostelijke hal van metrostation Reigersbos. De overige stations zullen volgens het veel soberdere project Renovatie Oostlijn (ROL) worden gerenoveerd.
Op 21 maart 2019 vond er rond 4 uur 's morgens een plofkraak plaats op de geldautomaat in het metrostation. Dit had een ravage tot gevolg: de geldautomaat is volledig verbrijzeld, vele ramen zijn gesprongen en een groot deel van de nacht reed de metro niet, omdat men bang was dat de stabiliteit van de metrobaan aangetast was. Drie maanden later was het metrostation nog steeds niet hersteld, maar afgesloten met houten panelen. In de maanden die volgden vond er alsnog herstel plaats.

## Kunstwerk
In 1976 kwam er bij het station een kunstwerk in de vorm van een lange glijbaan voor kinderen. In 2002 werd deze glijbaan in verband met de renovatie tijdelijk verwijderd, gedemonteerd en opgeslagen. De glijbaan zou na de renovatie weer terugkeren maar de gedemonteerde onderdelen blijken onvindbaar. In de stadsdeelraad zijn hier over vragen gesteld en men streeft naar terugkeer van de glijbaan.

## Galerij

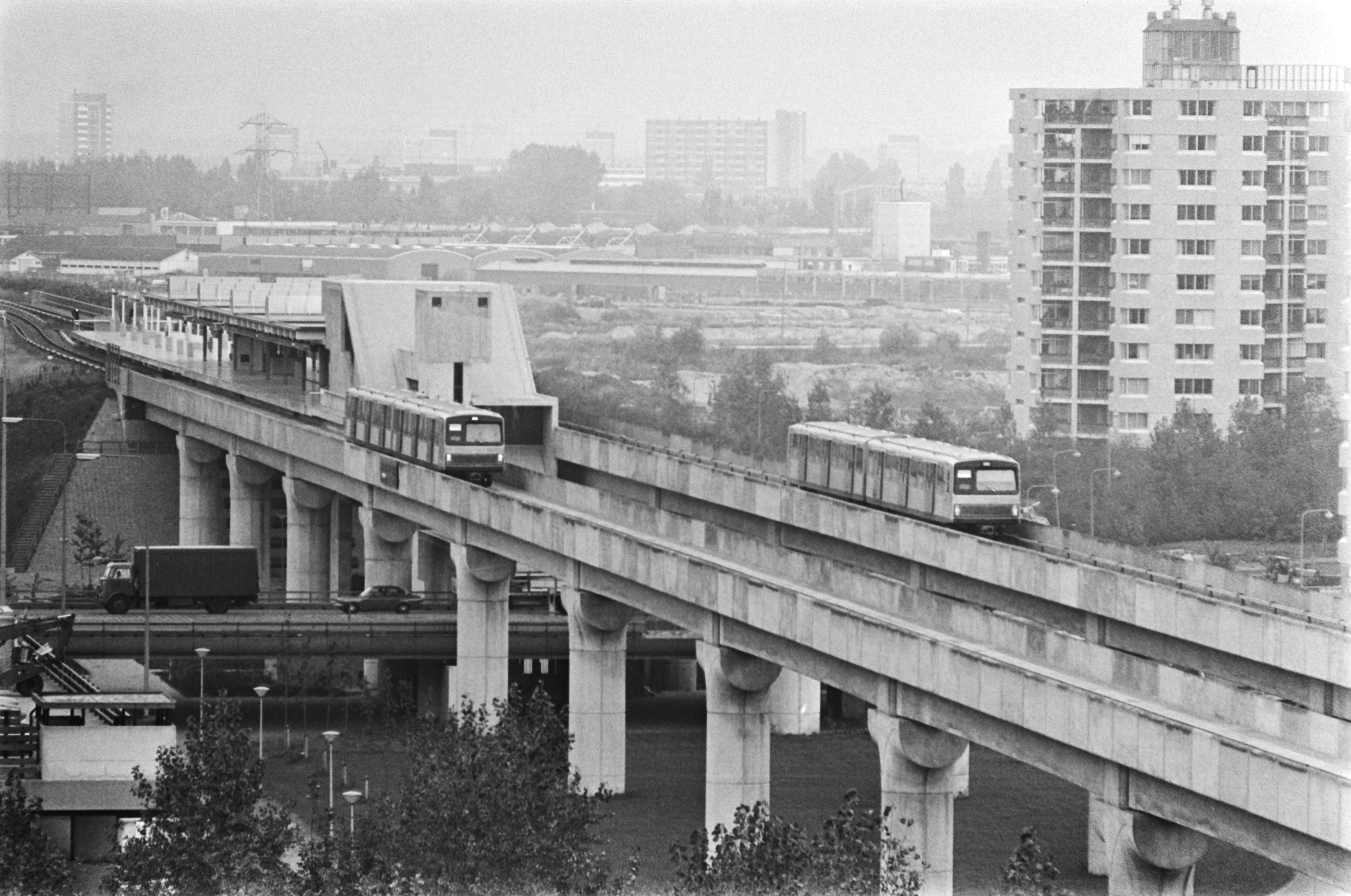
Proefbedrijf 1977 bij nog toekomstig station
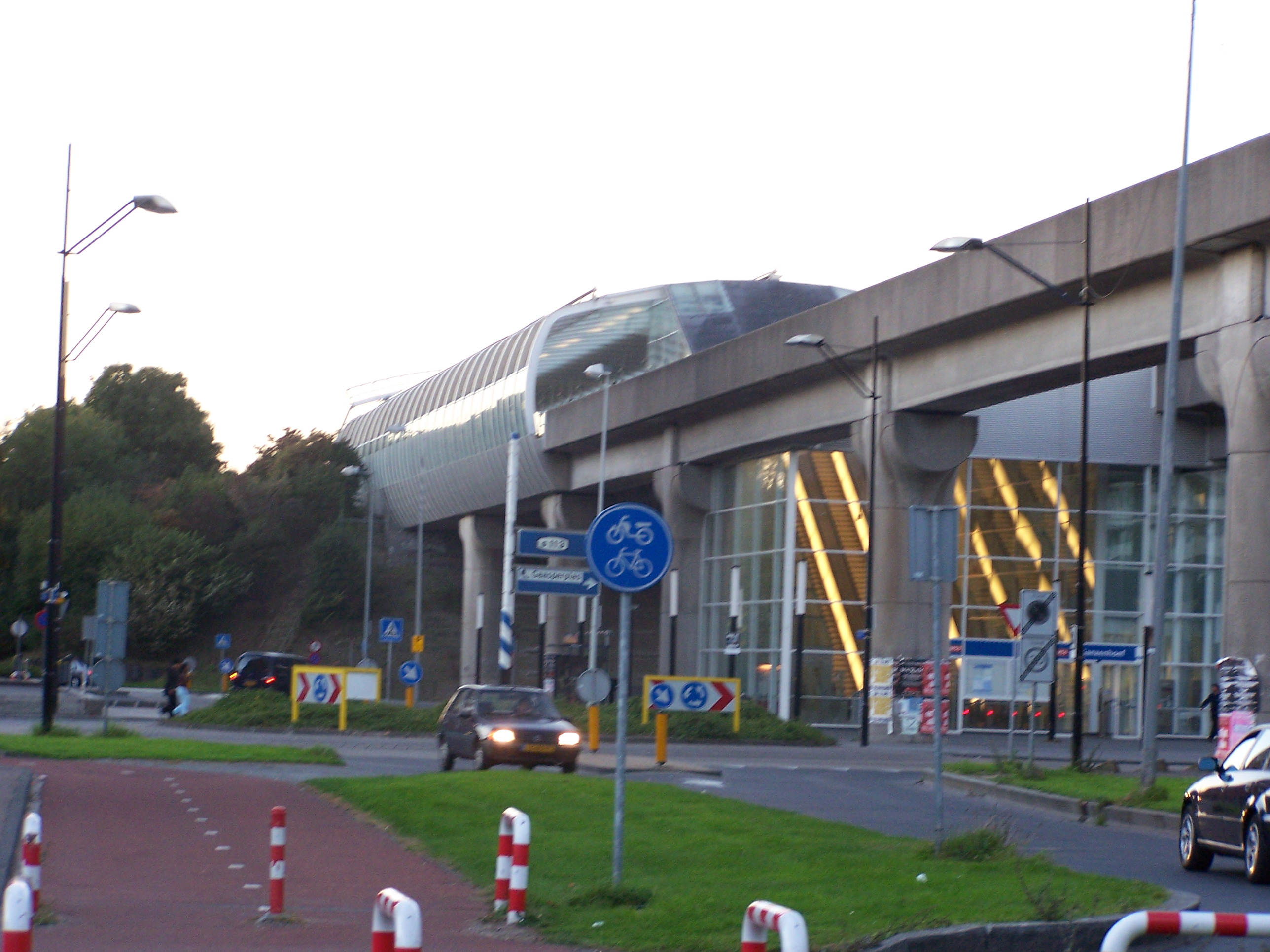
Buitenaanzicht vanaf de Bijlmerdreef
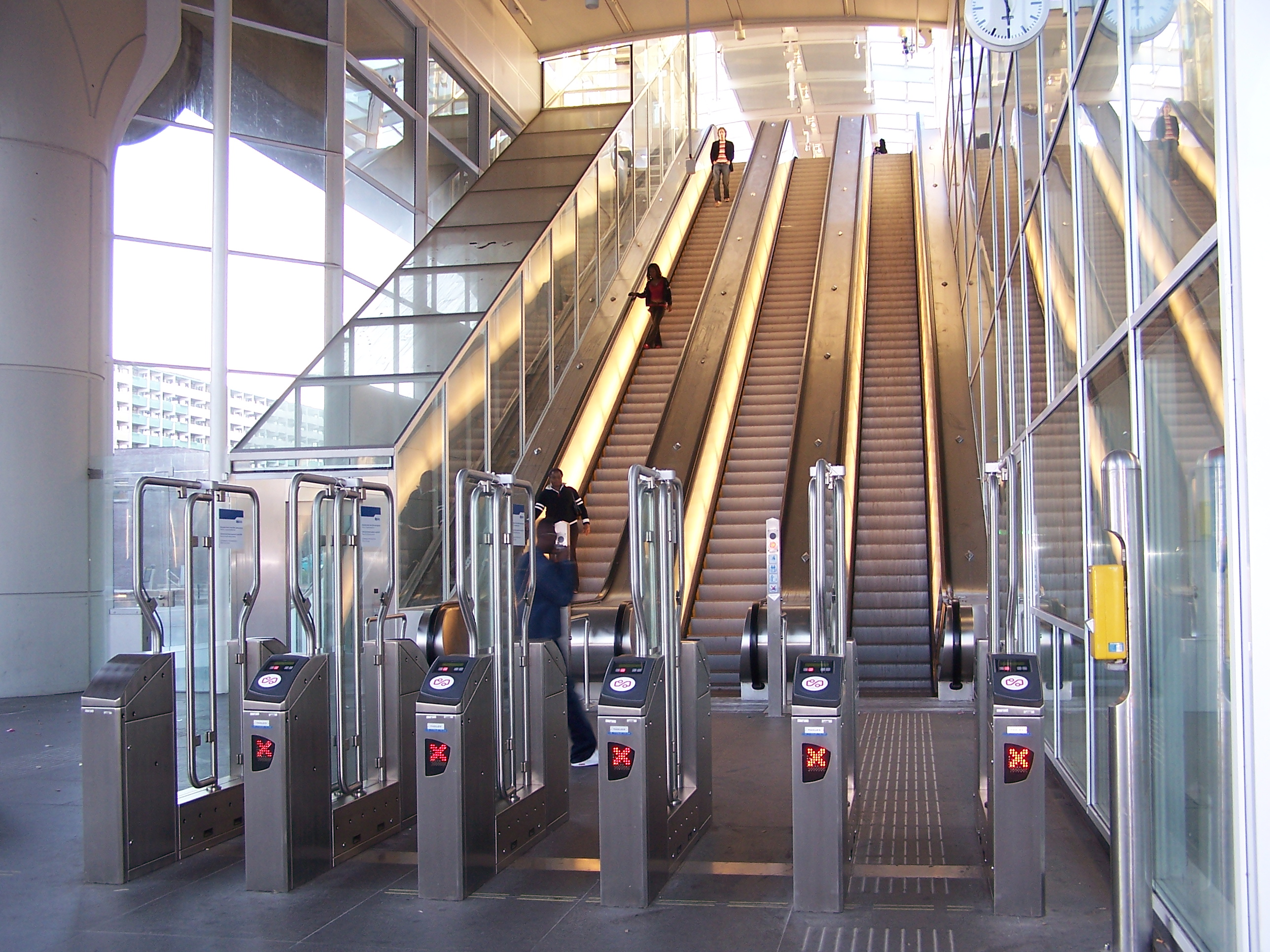
Stationshal met roltrappen en diagonale lift
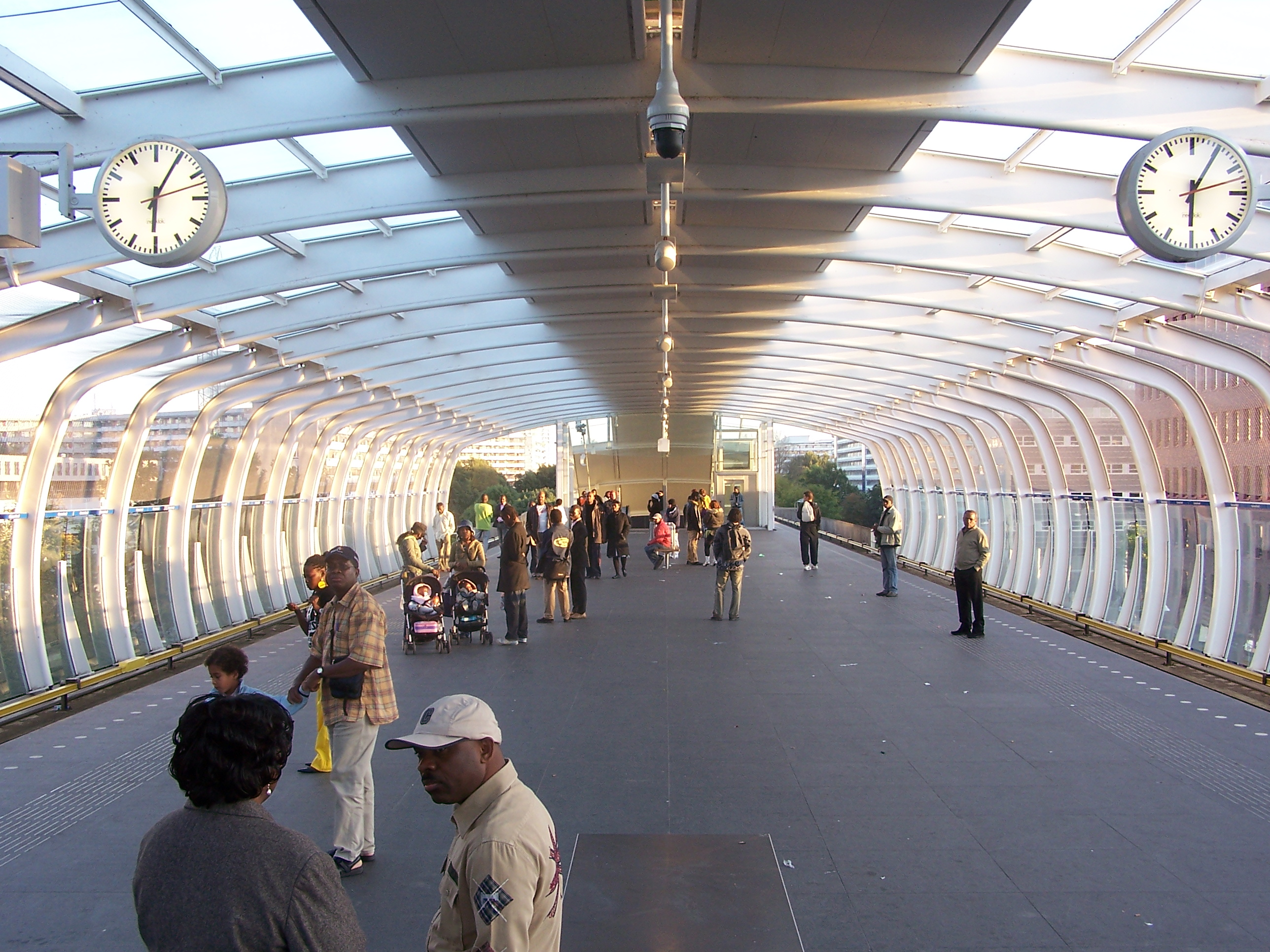
Het overkapte perron

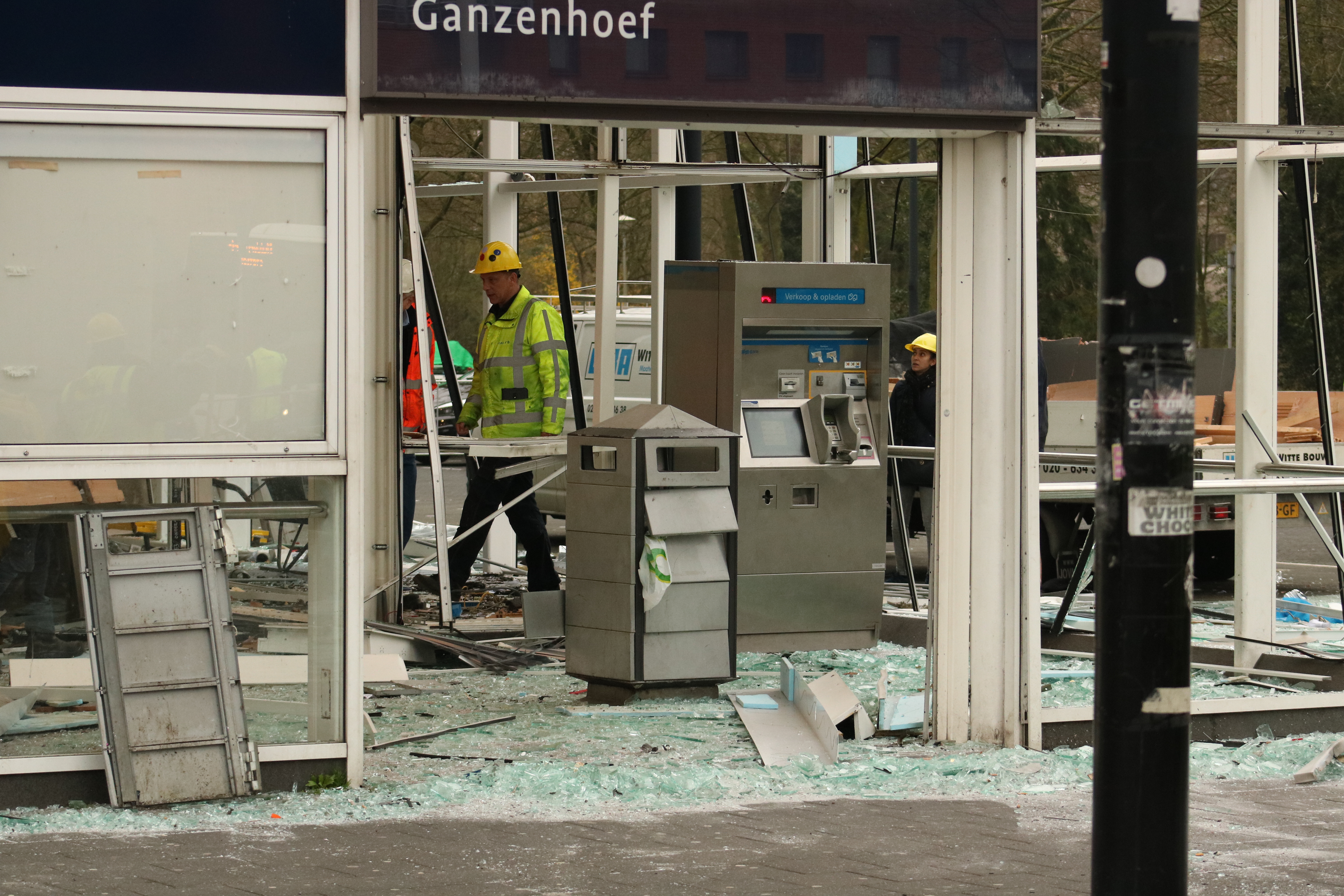
Ravage na plofkraak, 21 maart 2019
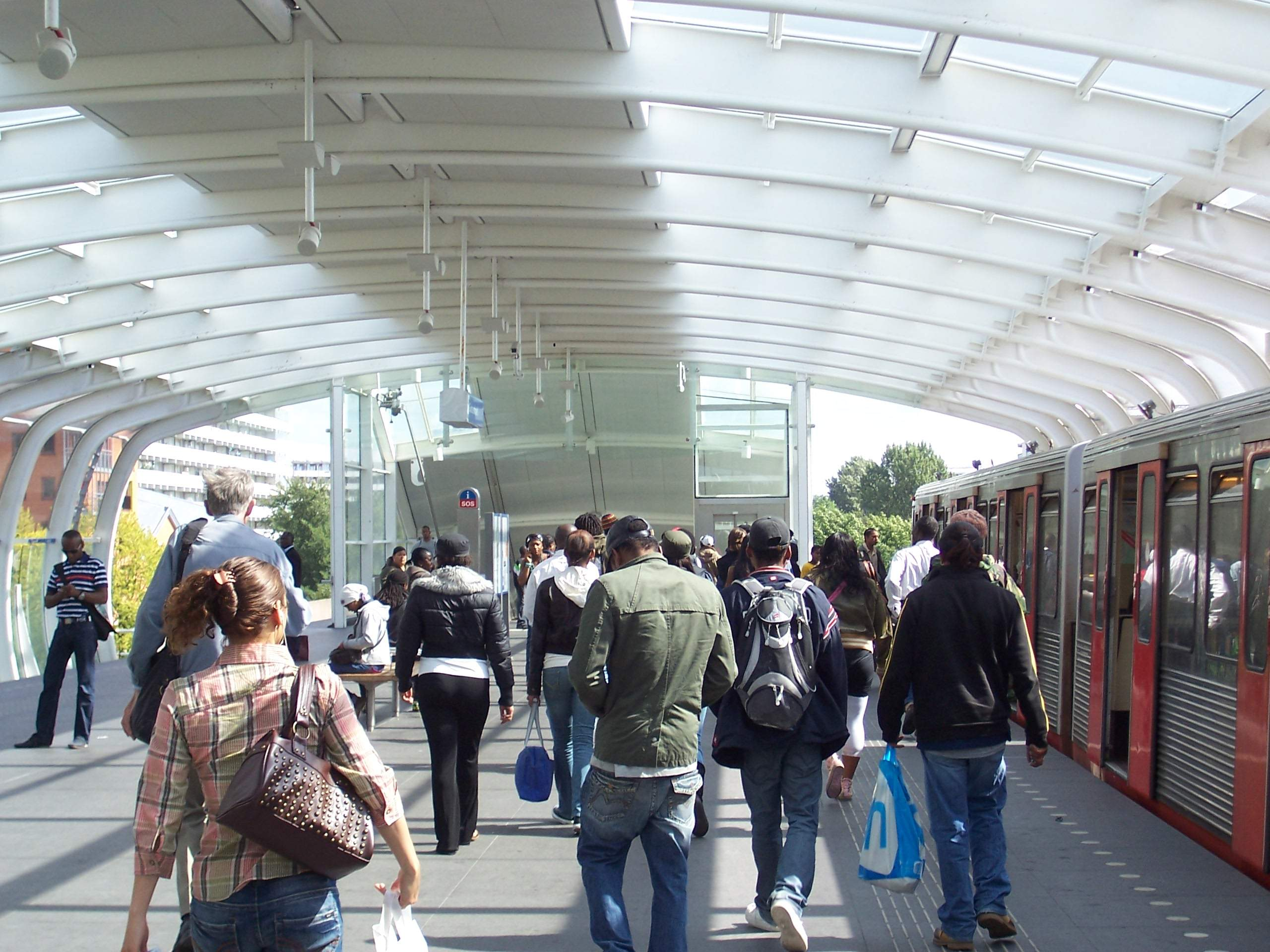
Bezoekers op het metrostation, die voornamelijk het station gaan verlaten
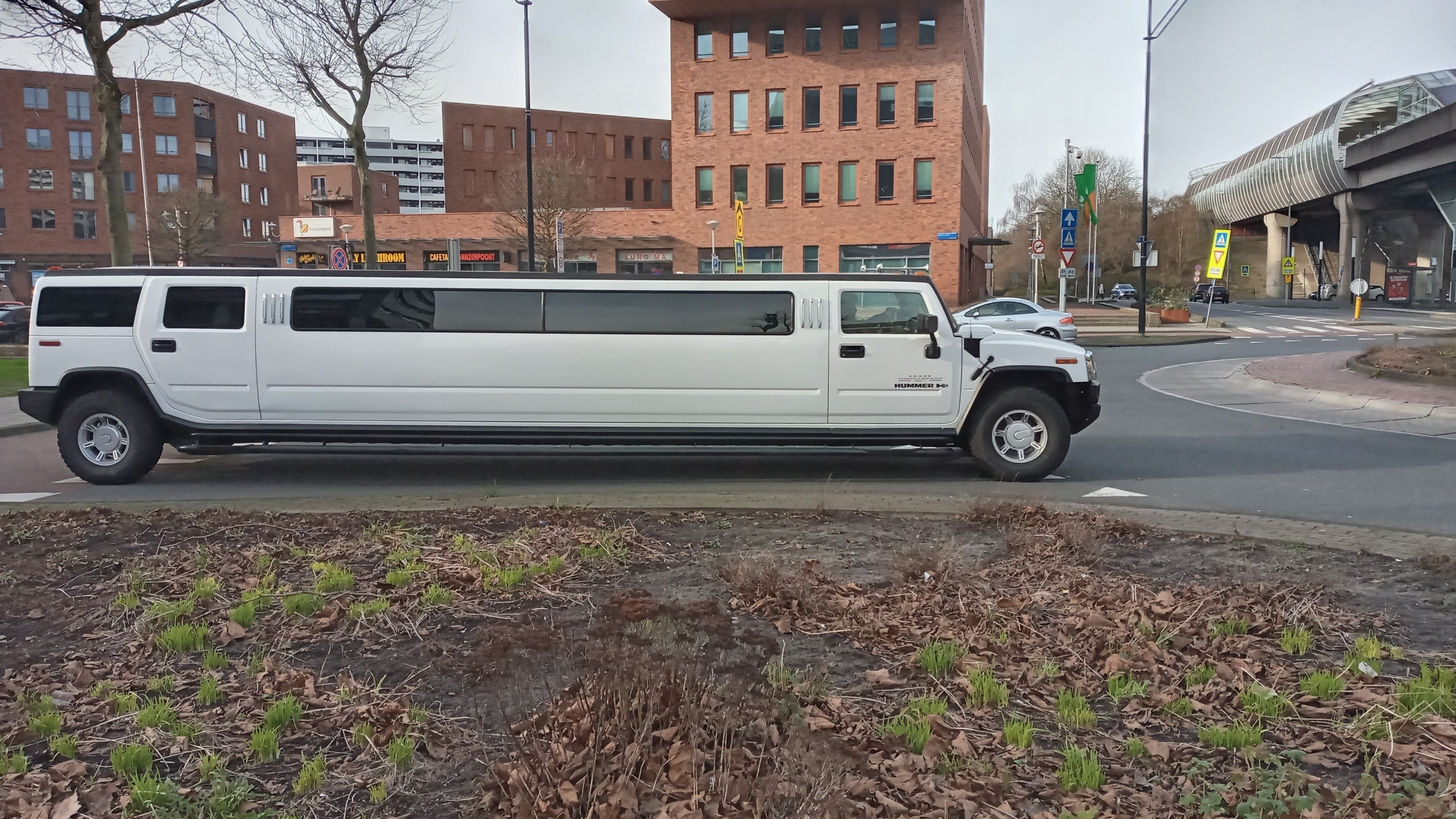
Rechtsboven het station, vanaf het zuidwesten, met op de rotonde een Hummer H2, stretched limousine.

Centraal Station (NS) ·
Nieuwmarkt ·
Waterlooplein ·
Weesperplein ·
Wibautstraat ·
Amstelstation (NS) ·
Spaklerweg ·
Van der Madeweg ·
Venserpolder ·
Station Diemen Zuid (NS) ·
Verrijn Stuartweg ·
Ganzenhoef ·
Kraaiennest ·
Gaasperplas